# Regionplan
En regionplan eller regional översiktsplan är en plan för hur flera kommuner tillsammans lägger upp en gemensam strategi för regionens markanvändning och utveckling. Regionplanen är inte juridiskt bindande. I Sverige introducerades regionplaneringen i lagstiftningen med 1949 års byggnadslag och finns numera reglerad i Plan- och bygglagen.